# Capital Cities/ABC
Capital Cities/ABC Inc., fundada como Capital Cities Communications (y algunas veces conocida como "CapCities"), fue una compañía de medios estadounidense. Compró la compañía American Broadcasting Company en 1985, haciéndose Capital Cities/ABC, Inc. Fue comprada por The Walt Disney Company y renombrada como Disney-ABC Television Group, ahora llamada Disney General Entertainment Content en 1996 como subsidiaria de las propiedades de televisión de Disney.
En 1995 Capital Cities/ABC fue comprada por Disney por diecinueve mil millones de dólares. La FCC no puso pegas a esta fusión de mercado vertical, ya que entre los grandes accionistas de Capital Cities se encontraban cargos de la Administración Reagan. Se convertirá, tras este acuerdo, en una filial de Walt Disney. Se creó así un nuevo gigante del ocio y la comunicación. La operación supone la segunda mayor fusión de la historia financiera de Estados Unidos (la primera, era competencia directa: Westinghouse buscaba la compra de CBS). En 1996, Disney aumentó sus ingresos en más del 50%, alcanzando así el presupuesto de compra de Capital Cities, en tan solo un año.